# Algebraïsche uitbreiding
In de abstracte algebra, een deelgebied van de wiskunde, wordt een uitbreiding {\displaystyle L/K} van het lichaam/veld {\displaystyle K} algebraïsch genoemd als elk element van {\displaystyle L} algebraïsch is over {\displaystyle K}, dat wil zeggen dat ieder element van {\displaystyle L} een nulpunt van een polynoom met coëfficiënten in {\displaystyle K} is. 
De uitbreiding {\displaystyle \mathbb {R} /\mathbb {Q} }, het lichaam van de reële getallen als een uitbreiding van het lichaam van de rationale getallen, is bijvoorbeeld transcendent, terwijl de uitbreidingen {\displaystyle \mathbb {C} /\mathbb {R} } en {\displaystyle \mathbb {Q} ({\sqrt {2}})/\mathbb {Q} } wel algebraïsch zijn. {\displaystyle \mathbb {C} } is de verzameling van de complexe getallen. 